# Francisco González Paul Martínez
Francisco González Paul Martínez Gallardo (Guadalajara, México; 11 de octubre de 1943 - Guadalajara, México; 9 de junio de 2014) fue un empresario y directivo mexicano, presidente del Club Deportivo Guadalajara en el período de 1990 a 1991. Se casó en Lagos de Moreno con Lourdes Escobar en junio de 1969, con quien tuvo a sus hijos Francisco y Álvaro González Paul.
Es hijo de Francisco González Paul, miembro y exjugador de tenis del Club Deportivo Guadalajara desde 1936, y de Guillermina Martínez Gallardo, residían en Marsella 169 en la colonia Reforma de la ciudad de Guadalajara, Jalisco.
La noche del viernes 9 de marzo de 1990, después de 16 años como socio, González Paul fue elegido presidente del Club Guadalajara después de haber ocupado el puesto de vicepresidente en el mandato de Ruiz Lacroix. Su ascenso a la presidencia se dio tras la salida de Sergio Ruiz Lacroix por inconformidad de algunos miembros del consejo del club.
Después de su salida en 1991 de la presidencia, se dedicó a la gerencia general de la empresa Arregui, SA de CV.